# Pollenia dyscheres
Pollenia dyscheres är en tvåvingeart som beskrevs av Dear 1986. Pollenia dyscheres ingår i släktet vindsflugor, och familjen spyflugor. Inga underarter finns listade i Catalogue of Life.